# Nemirseta
Nemirseta (litauisch auch Nemerzatė oder Nimerzatė; kurisch Nimersata; deutsch Nimmersatt; russisch Немирсета Nemirseta) ist ein Ortsteil des litauischen Kurortes Palanga an der baltischen Ostseeküste nördlich von Klaipėda.

## Geographie
Nemirseta liegt in einem küstennahen Waldgebiet in der kurischen Landschaft Megowe an einer Nebenstraße der A13, etwa 20 Kilometer nördlich von Klaipėda. Eine richtige Ortschaft bilden die wenigen zerstreut liegenden Häuser allerdings nicht.

## Geschichte

### Etymologie
Der Ortsname leitet sich wohl vom nehrungskurischen Namen Nemira und von seta für Gehöft/Hof ab.

### Von der Christianisierung an bis heute
Während der Kreuzzüge (Preußenfahrten) ab der ersten Hälfte des 13. Jahrhunderts wurden die Ostseegebiete im Bereich der als Heiden angesehenen Schalauer und Kuren von Ritterorden erobert, zunächst durch die Schwertbrüderorden, nach der Schlacht von Schaulen (1236) durch den Deutschen Orden. Das stark bewaldete Gebiet um Nimmersatt war dünn besiedelt, galt als gefährlich und unfriedlich.
In der ersten Hälfte des 15. Jahrhunderts befand sich der Staat des Deutschen Ordens mit dem benachbarten Großherzogtum Litauen und dem Königreich Polen in Gebietsstreitigkeiten und kriegerischen Auseinandersetzungen, die erst 1422 mit dem Frieden vom Melnosee beendet werden konnten. Im Friedensvertrag kam Samogitien unter litauische Verwaltung. Der Ort wird um 1430 als Nymmersatt erwähnt.

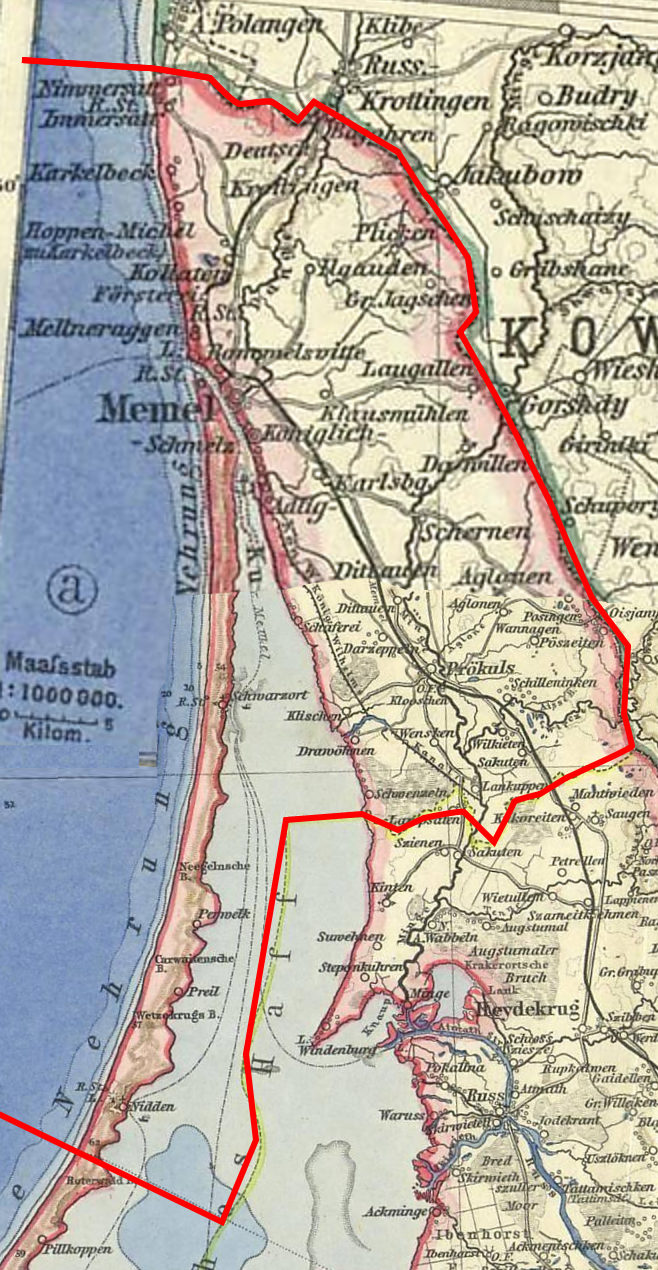
Ehemaliger Kreis Memel mit Nimmersatt als nördlichstem Ort

Im Zuge der Reformation kam im Jahr 1525 das preußische Ordensland zu einem erheblichen Teil unter polnische Lehnshoheit. Der nemirsetische Bereich wurde zum nördlichsten Vorposten des säkularisierten Herzogtums Preußen, ab dem Jahre 1618 zu Brandenburg-Preußen mit dem lutherischen Haus Hohenzollern.
Durch den Vertrag von Oliva 1660 konnte sich der Große Kurfürst Friedrich Wilhelm von Brandenburg von der polnischen Oberhoheit lösen. Als das Königreich Preußen 1871 in das Deutsche Reich einging, wurde Nimmersatt die nördlichste Siedlung des Deutschen Reichs (Schülerreim: „Nimmersatt, wo das Reich sein Ende hat“). Der Grenzort mit dem Zollhaus und einer Gastwirtschaft wurde von Reisenden aus den und in die litauischen Provinzen des kaiserlichen Russlands belebt. Die Evangelischen des Dorfs gehörten zum Kirchspiel von Deutsch-Crottingen, wo Gottesdienste in litauischer und deutscher Sprache abgehalten wurden, dem nördlichsten preußischen Kirchspiel überhaupt; dieses war 1654 vom Kirchspiel Memel abgezweigt worden. In Nimmersatt bestand die Posthalterei Immersatt. Die Dorfschule wurde am Ende des 19. Jahrhunderts von 60 Kindern besucht, die nur in deutscher Sprache Unterricht erhielten, allerdings sprach ein Teil der Bewohner noch die ursprüngliche Sprache Nehrungskurisch. Im März 1897 sprachen in Nimmersatt mit Vorort Immersatt noch 160 Einwohner Nehrungskurisch, waren also ursprünglich Nehrungskuren, die meisten davon nur als Fischersprache, nur 15 Einwohner gaben an, sie auch als Alltagssprache zu verwenden. Sonst war Litauisch die übliche Alltagssprache geworden.
Ein Teil der zum Deutschen Reich gehörenden preußischen Provinz Ostpreußen ging nach dem Ersten Weltkrieg durch den Versailler Vertrag verloren: Am 10. Januar 1920 kam Nemirseta mit dem Memelland (litauisch Klaipėdos kraštas) unter die Verwaltung des Völkerbunds und wurde von den Franzosen verwaltet. Es dominierten weiterhin Deutsche und „Kulturdeutsche“. Nach der „Klaipėda-Revolte“ wurde 1923 das Gebiet von Litauen annektiert.
Für eine kurze Zeit wurde Nimmersatt wieder ein Grenzübergang, als der litauische Außenminister Juozas Urbšys unter dem Druck des nationalsozialistischen Deutschlands am 22. März 1939 eine Vereinbarung traf, nach der das Memelgebiet wieder an das Deutsche Reich fiel. Durch das Geheimprotokoll des Molotow-Ribbentrop-Pakts wurde die Region dem deutschen Einflussbereich zugeordnet. Zwei Jahre später wurde das Reichskommissariat Ostland gegründet; damit erübrigte sich hier die Grenze.
Im Oktober 1944 wurde Nimmersatt von der Roten Armee besetzt. Die Stadt Memel fiel am 28. Januar 1945. Bald darauf wurde das Memelland der Litauischen SSR angeschlossen. Die deutschen Bewohner wurden vertrieben, der Ort verlor ohne Grenze und mit seinen wenigen verbliebenen Einheimischen an Bedeutung und verfiel. Die meisten Gebäude wurden abgerissen.
Als Testgelände der Sowjetarmee, hier wurden z. B. ZSU Shilka und Strela-10 eingesetzt, war es ein Sperrgebiet. Das Militär- und Wachpersonal nutze einige alte Gebäude, auch ein paar neue wurden errichtet.
Der Ort Nemirseta wurde 1958 in die Stadt Palanga eingemeindet, die vor 1918 zu Russland gehörte. Seit dem Beitritt der Republik Litauen zur Europäischen Union im Jahr 2004 wird dieses Feriengebiet mit Fördermitteln ausgebaut.

Bilder aus älterer und neuerer Zeit
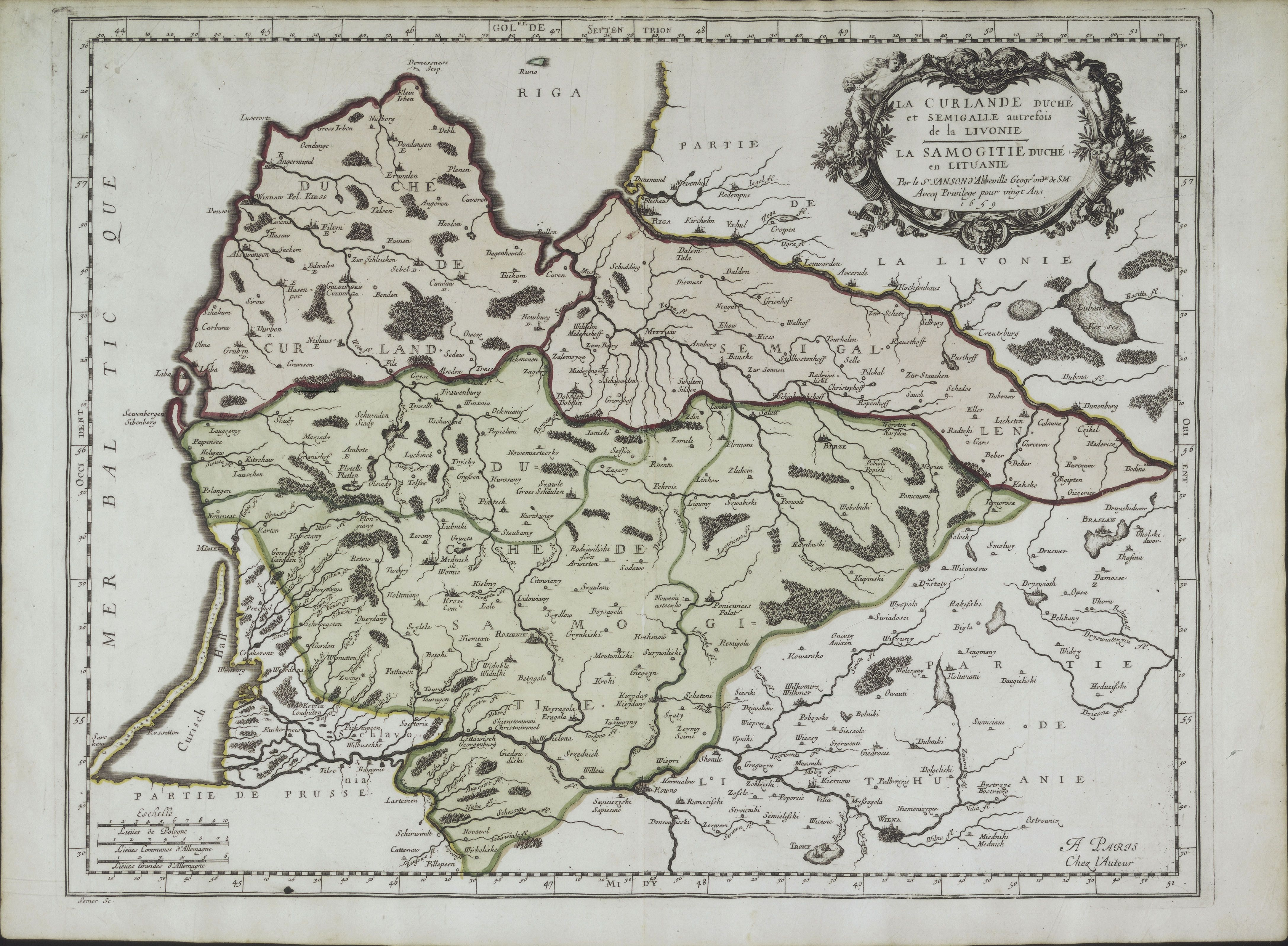
Karte mit Kurland und Semgallen von 1659 mit Nimersat an der Grenze
Ehemaliges „Kurhaus Nimmersatt“ um 2003; im linken Teil des Hauses befand sich die Gaststätte „John Karnowsky“
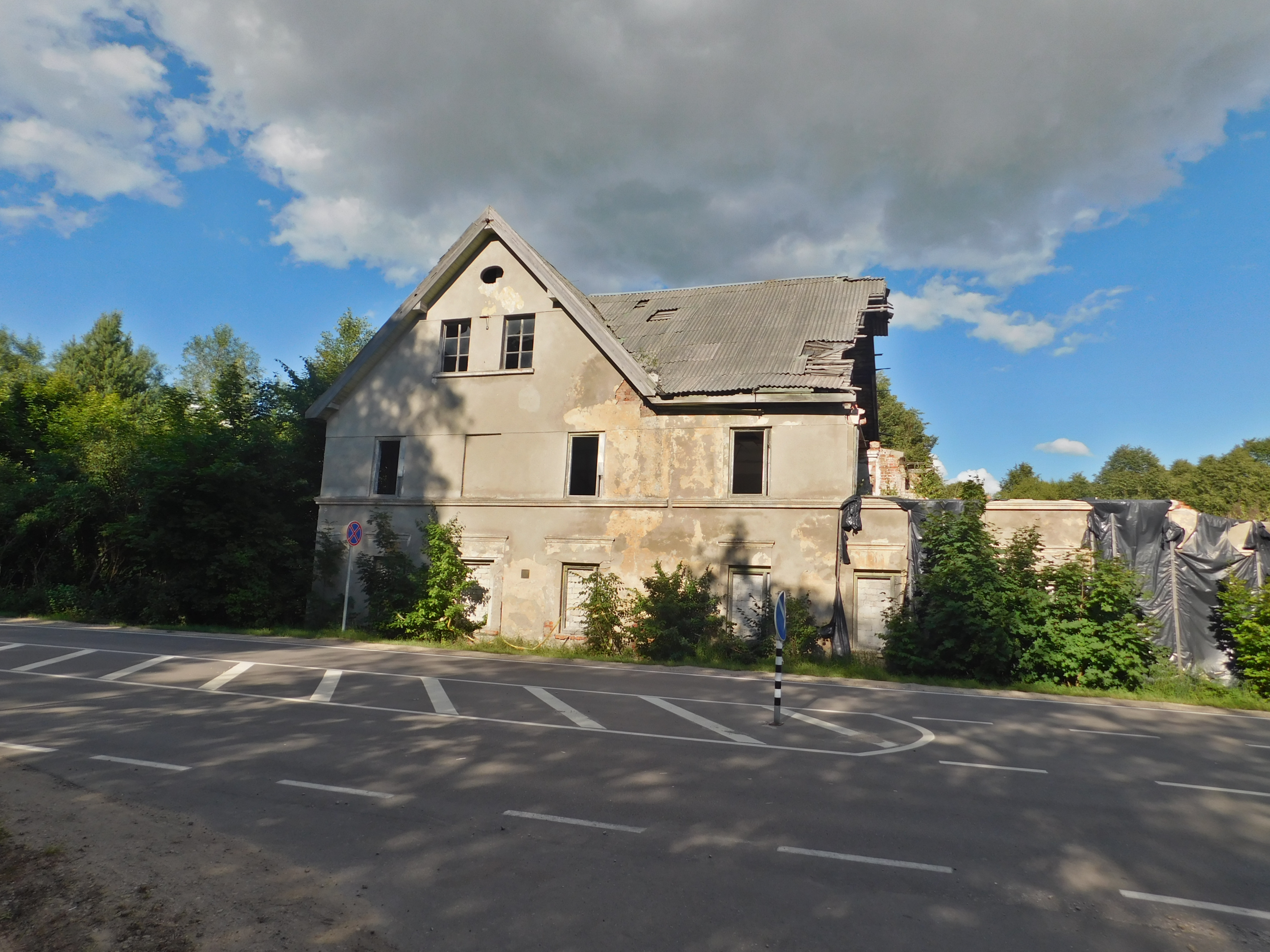
Ehemaliges Kurhaus Nimmersatt (2017)
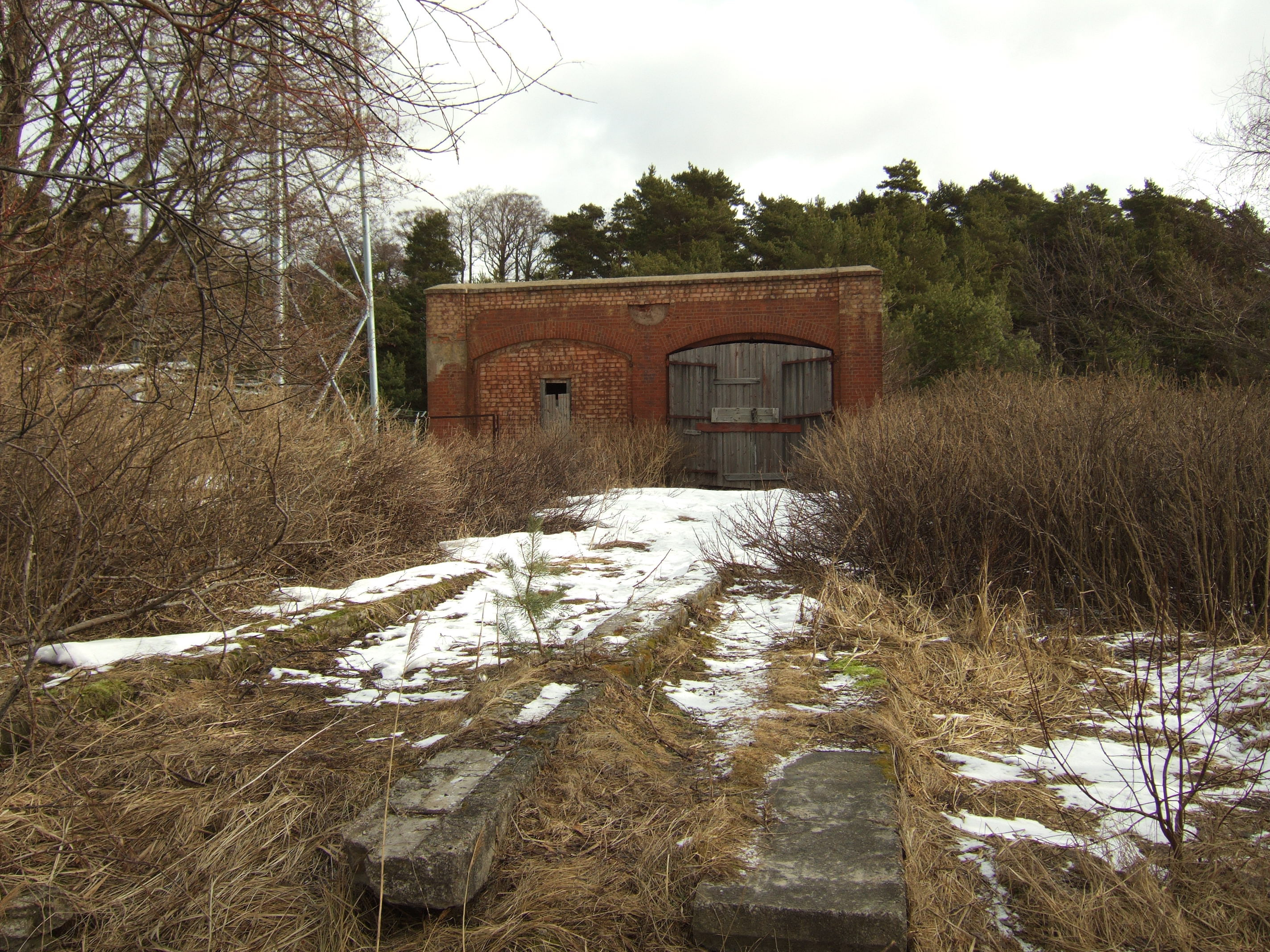
Schuppen der Seenotrettungsstation (Zustand 2011)
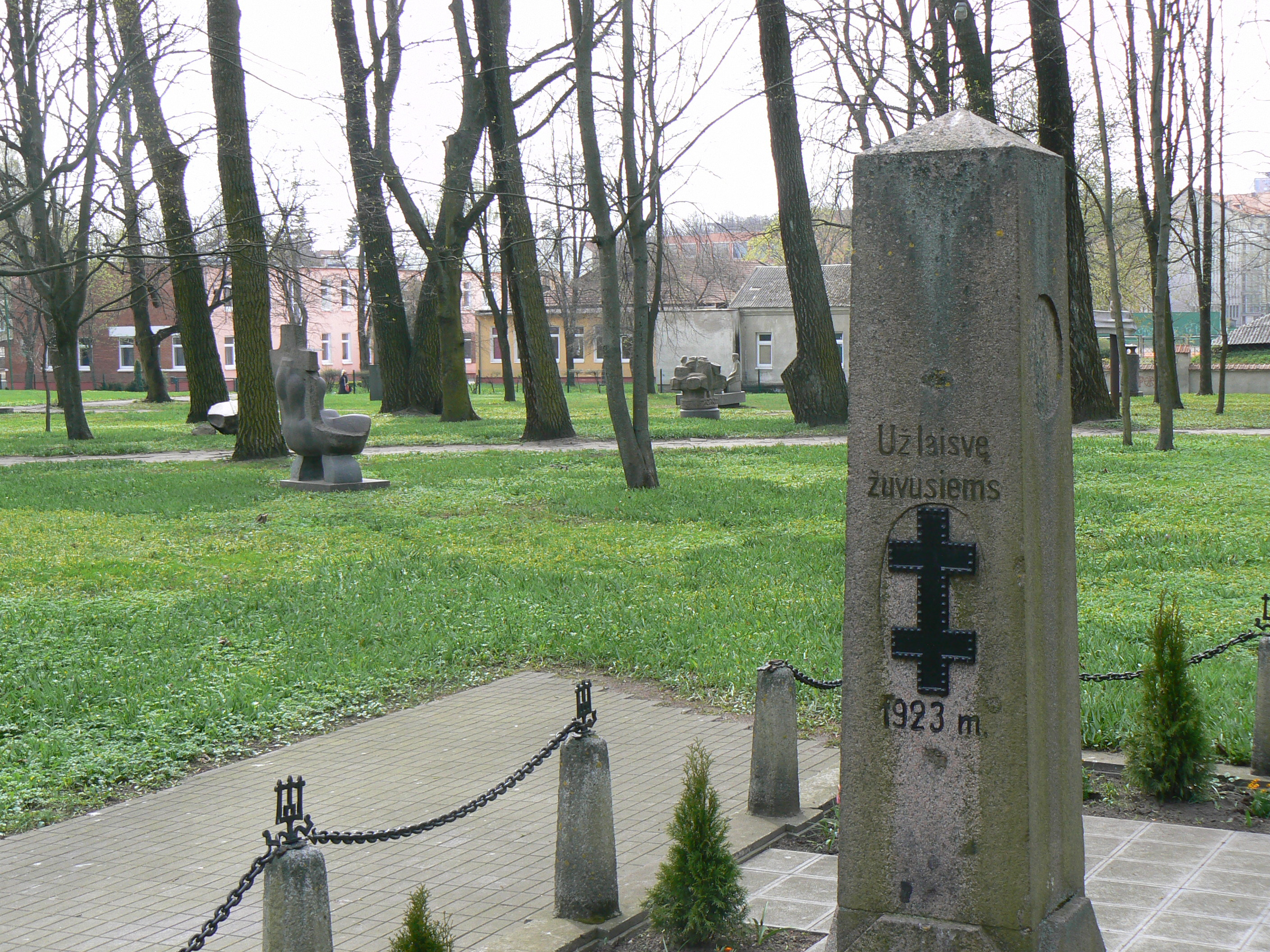
Ehemaliger Grenzstein des Deutschen Reichs, umgewidmet als litauisches Ehrenmal
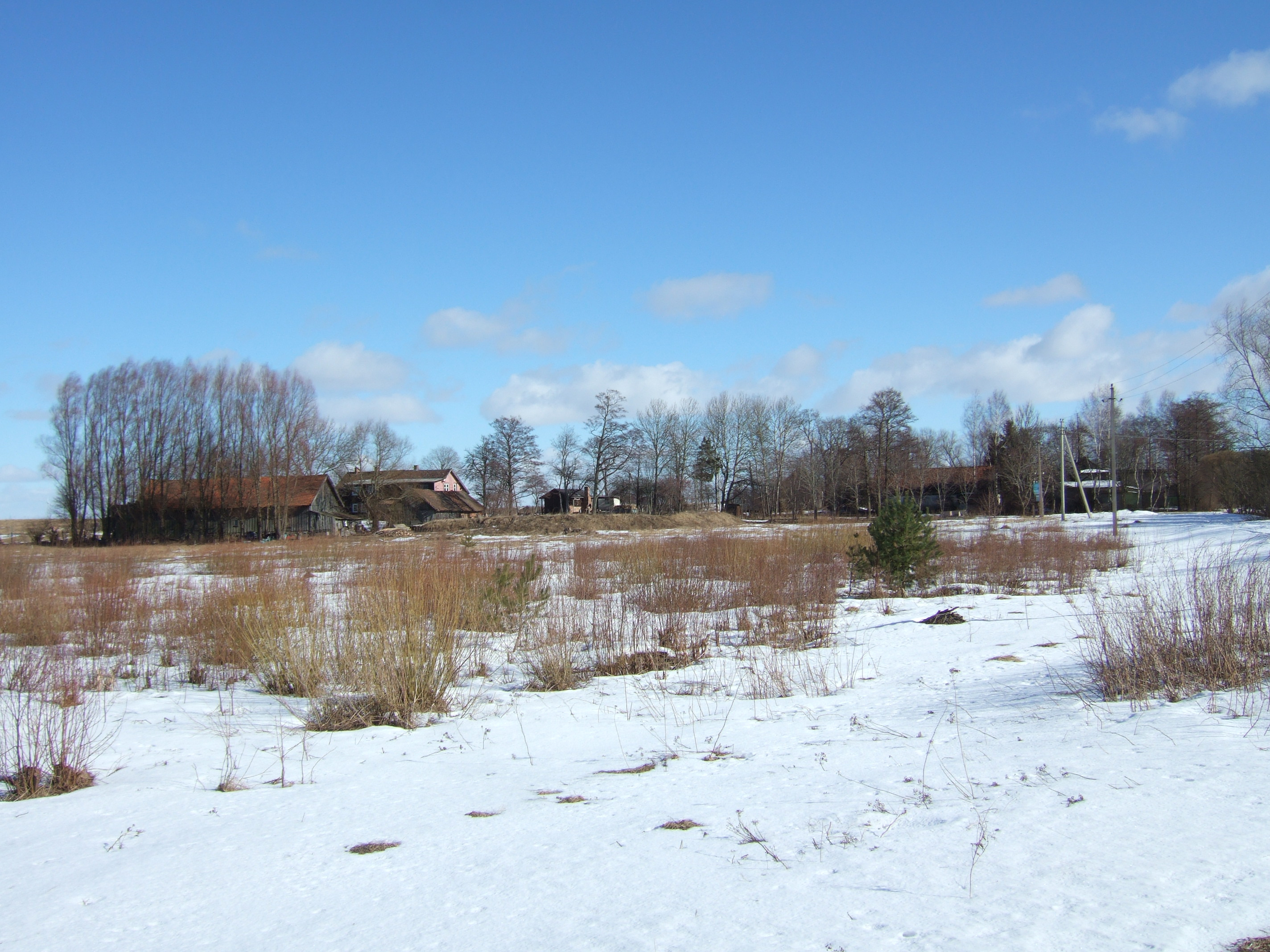
Nimmersatt im Winter 2011

### Bauliche Reste aus deutscher Zeit
Aus der deutschen Zeit sind nur noch wenige Gebäude erhalten: Auffällig an der Durchgangsstraße (Klaipėdos pl. 6A) ist das sogenannte „Kurhaus Nimmersatt“, das ein Teil der Gaststätte „John Karnowsky“ war. Es galt als der nördlichste Gasthof des Deutschen Reiches. Zum Grenzübergang waren es etwa 2,5 km. Bald nach dem Zweiten Weltkrieg wurde das Haus zweckentfremdet, nach der Loslösung von der Sowjetunion aufgegeben und in jüngerer Vergangenheit als Steinbruch ausgeplündert. Die verbliebene Ruine ist aus Sicherheitsgründen derzeit mit Planen und Zäunen abgesperrt, die Fenster sind zugemauert. Am 20. Januar 2009 wurde die Ruine als Baudenkmal unter Schutz gestellt, Witterungseinflüsse und Vandalismus sorgen jedoch für den weiteren Verfall der Gebäudereste. Eine Erneuerung und Nutzung ist nicht geplant. Das ehemalige Zollhaus unmittelbar vor der ehemaligen deutschen Reichsgrenze ist nicht mehr zu finden.
Am Strand steht beim weit sichtbaren Stahlmast der damalige Rettungsschuppen des Seenotrettungsdienstes, das als Baudenkmal geschützt ist.

### Ehemaliger Grenzverlauf
Von der ehemaligen deutschen Reichsgrenze sind kaum noch Spuren zu entdecken; die Grenzsteine auf beiden Seiten sind verschwunden. Der einstige deutsch-russische Grenzverlauf ist deshalb vor Ort nur schwer bestimmbar. Es gibt ein Hinweisschild und einen ausgewiesenen Fahrradweg, der am teilweise stark überwucherten Grenzgraben entlang führt. Umgewidmet als litauisches Ehrenmal, steht der deutsche Grenzstein heute im Skulpturenpark von Klaipėda.
Der Grenzübergang mit dem Zollhaus wurde abgerissen. Lediglich ein deutscher Grenzobelisk ist im Skulpturenmuseum von Klaipėda als litauischer Gedenkstein erhalten. Auf einer Seite ist jetzt das Lothringerkreuz aus dem Wappen Litauens sichtbar, ihm musste die deutsche Beschriftung weichen.
Zwischen der Durchgangsstraße (Vytauto g.) und dem Strand kann man im Wald auf knapp 500 m mit Unterbrechungen einen Graben erkennen. Es ist der letzte Rest der historischen Grenzmarkierung. Die Gräben waren bis zu 0,5 m tief, oben 3 m breit und nach unten auf etwa 0,5 m verengend. Beiderseits des Grabens wurde durch den Aushub ein 0,3 m hoher und 1 m breiter Wall gebildet. Der Graben war mit Wasser gefüllt und eingezäunt.

### Demographie
| Jahr | Einwohner | Anmerkungen |
| ---- | --------- | --- |
| 1785 |           | zwölf Feuerstellen (Haushaltungen) |
| 1818 | 121       | [ 14 ] |
| 1831 | 164       | auf einer katastrierten Gemarkungsfläche von 883 Morgen |
| 1848 | 240       | in 20 Wohngebäuden; davon 228 Evangelische, neun Katholiken und drei Juden |
| 1858 | 222       | auf einer Gemarkungsfläche von 1189 Morgen; in 20 Wohngebäuden; davon 219 Evangelische und drei Katholiken; Umgangssprachen sind Litauisch und Deutsch                                                              |
| 1864 | 217       | am 3. Dezember |
| 1867 | 242       | am 3. Dezember |
| 1871 | 235       | am 1. Dezember; in 29 Wohngebäuden und 38 Haushaltungen; davon 231 Evangelische und vier Katholiken |
| 1885 | 198       | in 40 Wohngebäuden; davon 185 Evangelische, drei Katholiken und zehn Juden |
| 1898 | 280       | darunter 15 Einwohner (5 %) mit lettischer (nehrungskurischer) Muttersprache; 160 Einwohner (57 %) verstehen noch das Nehrungskurische und verwenden es im Fischereiwesen, vorherrschend ist die litauische Sprache |
| 1910 | 227       | am 1. Dezember |
| 1925 | 399       | [ 21 ] |